# Harbinger
Harbinger (che in italiano vuol dire messaggero) è un personaggio dei fumetti della DC Comics. Dopo aver esordito sulle pagine del mensile Teen Titans di Marv Wolfman e George Pérez, diventa uno dei protagonisti del cross-over Crisi sulle Terre infinite, sempre degli stessi autori.

## Le origini
Harbinger, il cui vero nome è Lyla Michaels viene raccolta, in tenera età, dal Monitor mentre è naufraga sul mare, attaccata ad un relitto, unica superstite di un disastro navale. Cresciuta da questo essere primordiale, diventa la sua assistente nella ricerca di metaumani in grado di opporsi al potentissimo Anti-Monitor, che minaccia la sopravvivenza del multiverso. Grazie al Monitor, acquisisce il potere di sdoppiarsi in molte forme differenti e quindi di viaggiare contemporaneamente in molti angoli dell'universo: quando le sue forme si riuniscono, i ricordi di ciascuna vengono condivisi nell'unica rimasta. Questo potere le consente di essere il messaggero perfetto (da qui il suo nome) per portare agli eroi i messaggi del Monitor. Nel corso del cross-over l'Anti-Monitor riesce a contaminare Harbinger con un demone ombra per indurla al tradimento contro il Monitor e ucciderlo. È anche presente nel cross-over Millennium per dare una mano nella lotta degli eroi contro la minaccia dei Manhunters.

## Poteri e abilità
Lyla ha la capacità di attraversare qualsiasi oggetto solido si trovi sul suo cammino, riuscendo a "slegare" i propri atomi ed a passare tra gli spazi atomici di qualsiasi oggetto o materiale decida. Può anche estendere questo status d'intangibilità ad una dozzina di persone o di oggetti (aventi la stessa massa) attorno a lei, purché mantengano un contatto fisico. Riesce ad annullare i campi elettrici ed a mandare fuori controllo qualsiasi meccanismo elettronico stia attraversando, e grazie all'assenza di peso dovuto all'intangibilità, il suo corpo ha la capacità di levitare letteralmente nell'aria.
Lyla è dotata della capacità di moltiplicare se stessa un numero virtualmente illimitato di volte, per poi riassorbire a proprio piacimento tali copie. Ciascuno dei suoi duplicati è in grado di pensare in modo autonomo e può creare, a sua volta, duplicati di se stesso. Inoltre, l'originale è depositario ultimo di tutte le esperienze dei duplicati, e la possibilità di dividere equamente le ferite ricevute tra i doppi, gli conferisce una certa resistenza. Lyla ha anche la capacità di volare.

## In altri media
Nella serie televisiva Arrow appare una versione di Lyla Michaels completamente diversa da quella fumettistica. Infatti qui è un'agente senza poteri dell'A.R.G.U.S., che ne diventerà direttrice alla morte di Amanda Waller. Si sposerà con John Diggle e avranno una bambina, Sara Diggle. In seguito agli involontari cambiamenti temporali apportati da Barry Allen/Flash, la storia viene cambiata ed, al posto di Sara, John e Lyla hanno avuto un maschietto, John Junior.
Durante il crossover tra le varie serie televisive dell'Arrowverse del dicembre 2019 e gennaio 2020, Lyla otterrà i superpoteri, diventando quindi più affine alla sua controparte cartacea.